# Quebrada Algarrobal (Chañaral de Aceitunas)
La quebrada Algarrobal es un curso de agua intermitente que nace al oeste de las localidades Domeyko y Cachiyuyo y fluye hacia el oeste hasta desembocar en la quebrada Chañaral de Aceitunas, al extremo sur de la Región de Atacama de Chile.
El mapa de la zona compilado en 1994 por las FF. AA. de los Estados Unidos de América la muestra bajo el nombre "Algarrobal" pero otro mapa (1972), de la misma fuente, la muestra bajo el nombre "Algarrobo".

## Historia
Luis Risopatrón lo describe en su Diccionario Jeográfico de Chile: 19 
Algarrobal (Quebrada del) 28° 57’ 71° 00’. Seca corre hácia el W i desemboca en la de Chañaral. 62, II, p. 341; 126, 1907, p. 54; 130; i 156.